# Pia Dijkstra

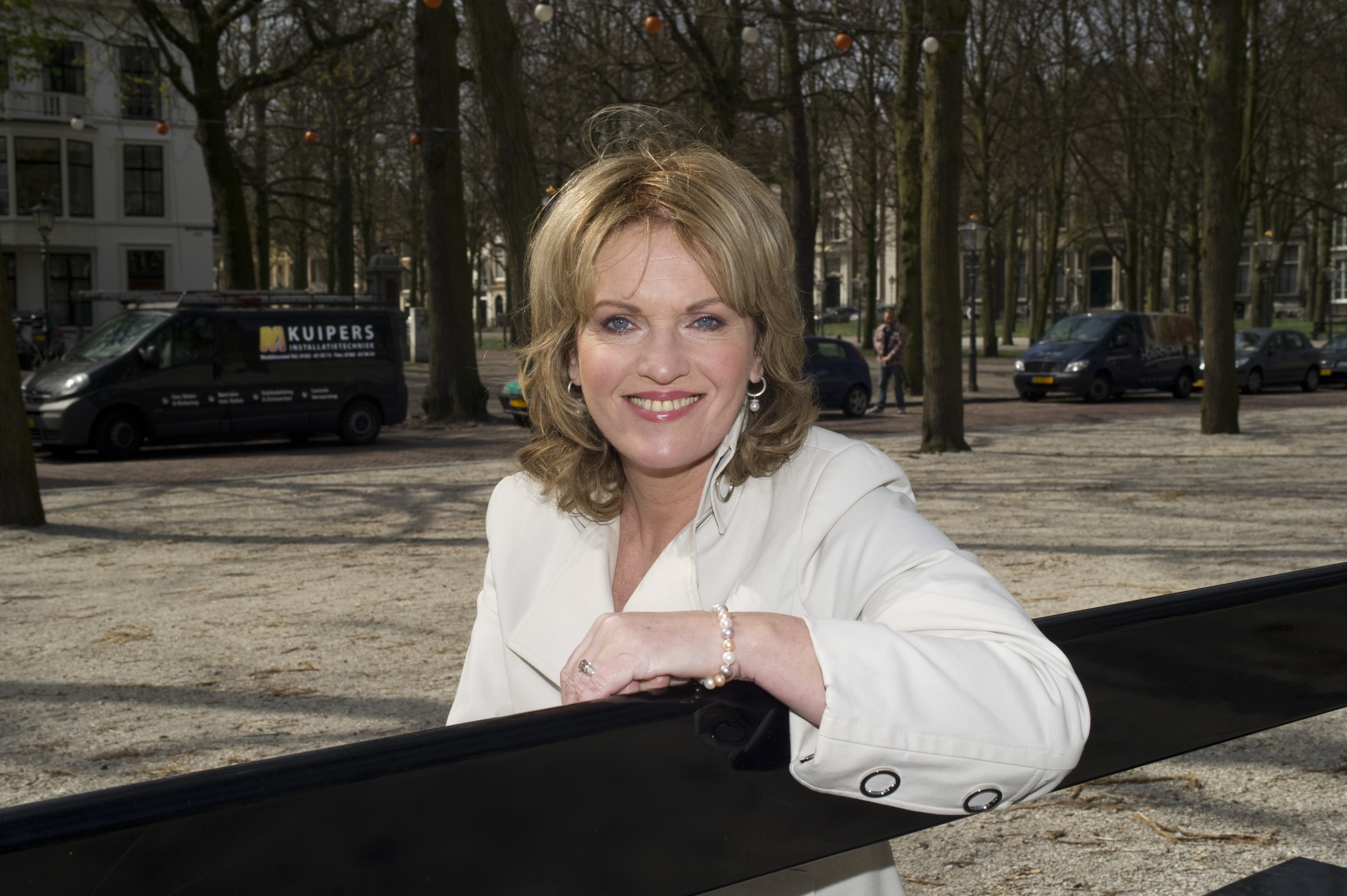
Pia Dijkstra, 2010

Pietje Aafke Dijkstra (* 9. Dezember 1954 in Franeker) ist eine niederländische Fernsehmoderatorin, Journalistin und Politikerin der Democraten 66.

## Leben
Dijkstra besuchte das Stedelijk Gymnasium Leeuwarden und studierte an der Universiteit van Amsterdam. Von 1984 bis 1986 moderierte sie beim Radio Nederland Wereldomroep und ab 1986 das Radioprogramm Hier & Nu Radio bei NCRV. Von 1988 bis 2000 war sie Nachrichtensprecherin des NOS Journaal. Seit Juni 2010 ist sie Abgeordnete in der Zweiten Kammer der Generalstaaten. Im Kabinett Rutte IV war sie Ministerin für Gesundheitsversorgung.
Sie wohnt in Utrecht und ist mit dem Manager Gerlach Cerfontaine verheiratet.